# Fort Wingate
Fort Wingate désigne deux anciens postes militaires de la United States Army situés au Nouveau-Mexique. Le premier fut établi en 1862 près de la ville actuelle de San Rafael avant d'être abandonné en 1868. Sa garnison fut alors transférée sur le site de l'ancien fort Lyon abandonné en 1861 et le poste fut alors désigné sous le nouveau nom de fort Wingate.

## Histoire

### Fort Wingate I
Le premier fort Wingate fut établi le 22 octobre 1862 près de la ville actuelle de San Rafael par le lieutenant colonel J. Francisco Chávez. Nommé en l'honneur du capitaine Benjamin Wingate mort le 1er juin 1862 des suites de blessures reçues à la bataille de Valverde, il était destiné à abriter des troupes pour une campagne militaire menée par le colonel Kit Carson contre les Navajos l'année suivante. Il fut abandonné en 1868 et les troupes furent transférées au nouveau fort Wingate.

### Fort Wingate II
Établi le 31 août 1860 près d'Ojo del Oso, à l'extrémité nord des monts Zuñi (en), le fort Fauntleroy devait servir d'avant-poste au fort Defiance. Nommé d'après le colonel Thomas F. Fauntleroy, il fut renommé en fort Lyon le 25 septembre 1861 en l'honneur du brigadier général Nathaniel Lyon tué le 10 août 1861 à la bataille de Wilson's Creek. Le fort fut abandonné le 10 septembre 1861 en raison de l'invasion du Nouveau-Mexique par des troupes confédérées venant du Texas. Il fut réoccupé à partir de 1868 avec des troupes venant du premier fort Wingate et renommé à cette occasion en fort Wingate. Il fut définitivement fermé par l'armée en 1993.